# 연대지도자

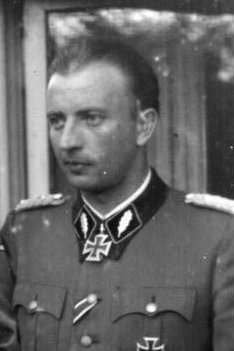
친위대 연대지도자 헤르만 페겔라인.

연대지도자(독일어: Standartenführer)는 돌격대(SA), 친위대(SS), 자동차군단(NSKK), 항공군단(NSFK) 등의 나치당의 여러 준군사조직에서 사용된 계급이다. 1925년에 처음 만들어졌으며, 1928년에 정식 계급이 된 이후, 이 계급의 돌격대와 친위대 장교들은 3백에서 5백 명으로 이루어진 슈탄다르텐(Standarten)이라는 연대급 부대를 지휘했다.

## 참고 자료
- McNab (II), Chris (2009). The Third Reich. Amber Books Ltd. ISBN 978-1-906626-51-8.